# 丹尼·鮑伊
丹尼·波爾（英語：Danny Boyle，1956年10月20日—）是一位生於英國曼徹斯特的電影導演與電影製作人，曾獲得奧斯卡金像獎。他以執導《猜火車》、《28天毀滅倒數》和《太陽浩劫》等電影聞名，並以《貧民百萬富翁》獲得包含奧斯卡最佳導演在內的諸多獎項。

## 早期生活與背景
鮑伊在1956年10月20日生於英國大曼徹斯特郡的 Radcliffe，他成長在一個愛爾蘭勞動階級羅馬天主教家庭。他的母親是來自高維郡的 Ballinasloe，父親則出身自英格蘭的愛爾蘭裔家庭。
「（我來自的）天主教家庭非常虔誠。我曾經當了八年的教會祭壇侍者，我本來被期望要成為一位神父，那是我母親最大的願望。」

## 職業生涯
他曾就讀於Thornleigh Salesian學院以及威爾斯大學（University of Wales）。波爾為英國電視網所製作的作品使他首次在英國受到了矚目，包括了《神探莫爾思》（Inspector Morse）與《洛伊先生的女孩們》（Mr. Wroe's Virgins）。
他的特色是常與劇作家約翰·霍奇（John Hodge）、製作人安德魯·麥當勞（Andrew Macdonald）以及演員伊旺·麥奎格（Ewan McGregor）共同合作。在《猜火車》獲得國際矚目後，他希望能夠獲得美國主要片商的製片合約，但僅得到《異形》第四集（Alien）的合約。波爾與霍奇運用英國的資金拍攝了《你行我素》，但在票房上失利。
是伊旺·麥奎格首先推薦另類小說《海灘》（The Beach）的劇本給波爾的，但他後來發現片商希望找一位更賣座的明星來演出，並且在未知會波爾的情況下請來了李奧納多·狄卡皮歐（Leonardo Di Caprio），而片商本來是承諾讓麥奎格擔任主角的。英國媒體與小報挑撥這樣的情況，使得此後他與導演多年未再合作。波爾後來與《海灘》作者亞力克斯·嘉蘭（Alex Garland）合作一部末世啟示性質的活死人電影《28天毀滅倒數》。
在兩部電影《海灘》與《28天毀滅倒數》中間，波爾在2001年為BBC執導了兩部電視電影—Vacuuming Completely Nude In Paradise與Strumpet。他也執導了一部由簡尼夫·班納（Kenneth Branagh）主演的短片《異形三角戀》（Alien Love Triangle），本來是要與另兩部短片合為一部故事片的，但該計畫因為另兩部短片自行發展為故事片後就取消了。這兩部片為由美娜·蘇雲露（Mira Sorvino）主演的《秘密客》（Mimic）以及加利·仙尼斯（Gary Sinise）主演的《強殖入侵》（Imposter）。
他还执导了2012年夏季奧林匹克運動會開幕典禮。
2016年，鮑伊回歸執導《猜火車》的續集《猜火車2》，電影定於2017年上映。

## 電影作品
| 年分 | 電影             | 電影                 | 參與方式 | 參與方式 | 參與方式 | 參與方式   |
| 年分 | 譯名             | 原名                 | 導演     | 編劇     | 監製     | 備註       |
| ---- | ---------------- | -------------------- | -------- | -------- | -------- | ---------- |
| 1994 | 魔鬼一族         | Shallow Grave        | 是       |          |          |            |
| 1996 | 猜火車           | Trainspotting        | 是       |          |          |            |
| 1997 | 你行我素         | A Life Less Ordinary | 是       |          |          |            |
| 2000 | 迷幻沙灘         | The Beach            | 是       |          |          |            |
| 2002 | 28天毀滅倒數     | 28 Days Later        | 是       |          |          |            |
| 2004 | 小小百萬富翁     | Millions             | 是       |          |          |            |
| 2007 | 太陽浩劫         | Sunshine             | 是       |          |          |            |
| 2007 | 28週後           | 28 Weeks Later       |          |          | 是       | 執行製作人 |
| 2008 | 貧民百萬富翁     | Slumdog Millionaire  | 是       |          |          |            |
| 2008 | 異形三角戀       | Alien Love Triangle  | 是       |          |          | 短片       |
| 2010 | 127小時          | 127 Hours            | 是       | 是       | 是       |            |
| 2013 | 索命記憶         | Trance               | 是       |          | 是       |            |
| 2015 | 時代教主：喬布斯 | Steve Jobs           | 是       |          | 是       |            |
| 2017 | 猜火車2          | T2: Trainspotting    | 是       |          | 是       |            |
| 2019 | 昨日奇迹         | Yesterday            | 是       |          |          |            |
| 2022 | 叛逆之聲         | Pistol               | 是       |          | 是       | 迷你影集   |
| 2025 | 28年毀滅倒數     | 28 Years Later       | 是       | 是       | 是       |            |

## 外部連結
- 丹尼·鮑伊在互联网电影资料库（IMDb）上的資料（英文）
- 丹尼·鮑伊在豆瓣上的资料（简体中文）